# 徐州 (古代)
徐州，中国古代的州，前身為監察區徐州刺史部。早期幅员广袤，包括今江苏省长江以北、山东省西南部和安徽省小部，南北朝時期轄境逐漸縮小，北朝後期以後轄境僅限於今江苏省徐州市一帶。

## 沿革

### 漢朝
西漢元封五年（前106年），設立十三刺史部。其中，徐州刺史部地處今江苏省长江以北和山东省西南部地区。但此时的徐州刺史部只是監察區，非真正意義上的行政區。
東漢中平五年（188年）後，州成為正式的一級行政區域。徐州治東海郡郯縣（今山東省郯城），領二郡三國：東海郡、琅邪國、彭城國、廣陵郡、下邳國。建安三年（198年）前後，分琅邪、東海、下邳等郡國置城陽郡、利城郡、昌慮郡、東莞郡、東安郡、东城郡。後省併昌慮、東安、东城三郡。至漢末，徐州領六郡二國：彭城國、廣陵郡、下邳郡、東海國、琅邪郡、城陽郡、利城郡、東莞郡。

### 魏晉
曹魏時，併利城郡入東海國，併東莞郡入琅邪國。至魏末，徐州領三郡三國：彭城國、廣陵郡、下邳郡、東海國、琅邪國、城陽郡。
西晉泰始元年（265年），分琅邪國置東莞國，割城陽郡屬青州。咸寧三年（277年），併東莞國入琅邪國。太康元年（280年），分下邳國置臨淮郡。太康十年（289年），分琅邪國、青州之城陽郡復置東莞郡，屬徐州。至此，徐州領三郡四國：彭城國、廣陵國、下邳國、臨淮郡、東海郡、琅邪國、東莞郡。
元康元年（291年），分東海郡置蘭陵國，分東莞郡置東安國。永寧元年（301年），分臨淮郡置淮陵國。永興元年（304年），分臨淮郡置堂邑郡。至此，徐州領三郡八國：彭城國、廣陵國、下邳國、臨淮郡、淮陵國、堂邑郡、東海國、蘭陵國、琅邪國、東莞郡、東安國。

### 晉宋
東晉時期，徐州北部諸郡屢陷屢復，治所也頻繁遷徙，或治廣陵郡廣陵縣（今江蘇省揚州市邗江區西），或治下邳郡下邳縣（今江蘇省邳州市南），或寄治揚州晉陵郡丹徒縣京口（今江蘇省鎮江市）。永昌元年（322年），琅邪國陷於後趙。太寧二年（324年），彭城、下邳、東海、蘭陵、東莞、東安六郡國陷於後趙。咸和元年（326年），臨淮、淮陵二郡陷於後趙。至此，徐州僅餘廣陵、堂邑二郡。
永和七年（351年），收復彭城、下邳、臨淮、淮陵、東海、蘭陵六郡國。永和十二年（356年），收復琅邪國。咸安二年（372年），琅邪國陷於前秦。太元四年（379年），彭城、下邳、淮陵、東海、蘭陵五郡國陷於前秦。太元九年（384年），收復徐州全境，並以前秦南兗州（領梁、譙、沛三郡）併入徐州。太元十九年（394年），琅邪國陷於後燕。隆安二年（398年），收復琅邪國。隆安三年（399年），琅邪、東莞、東安三郡國陷於南燕。元興二年（403年），梁國陷於後秦。義熙五年（409年），再次收復徐州北部諸郡國（梁國除外）。
義熙七年（411年），以淮水為界將徐州一分為二，淮南為徐州（治廣陵），淮北為北徐州（治彭城）。北徐州領九郡三國：彭城國、下邳郡、東海郡、譙國、沛郡、蘭陵郡、琅邪國、東莞郡、東安郡、淮陽郡、陽平郡（僑郡）、濟陰郡（僑郡）。義熙十二年（416年），收復梁國。
南朝宋永初二年（421年），改徐州為南徐州，北徐州為徐州。景平元年（423年），梁、譙二郡陷於北魏。孝建元年（454年），置北濟陰郡。大明元年（457年），割下邳郡使僑置的濟陰郡成實土郡。至此，徐州領十二郡：彭城郡、下邳郡、東海郡、沛郡、蘭陵郡、琅邪郡、東莞郡、東安郡、淮陽郡、陽平郡、濟陰郡、北濟陰郡。泰始二年（466年），彭城、沛、陽平三郡陷於北魏。泰始三年（467年），下邳、東海、淮陽、濟陰四郡陷於北魏，割東莞、東安二郡置東徐州。泰始四年（468年），徐州全境陷於北魏。

### 十六國
後趙四年（322年）至八年（326年），先後佔領東晉徐州九郡，仍治彭城。後改蘭陵郡為武興郡。至此，徐州領九郡：彭城郡、下邳郡、臨淮郡、淮陵郡、東海郡、武興郡、琅邪郡、東莞郡、東安郡。冉魏永興二年（351年），琅邪、東莞、東安三郡陷於段龕，其餘六郡陷於東晉。
前燕元璽五年（356年），佔領段龕所據徐州之東莞、東安二郡，改屬青州。前秦建元八年（372年），佔領東晉徐州之琅邪國，改屬青州。建元十五年（379年），佔領東晉徐州五郡，以彭城、東海、蘭陵三郡仍置徐州（治彭城），以下邳、淮陵二郡置揚州。建元二十年（384年），徐州陷於東晉。

### 北朝
北魏天安元年（466年），佔領南朝宋徐州之彭城、沛、陽平三郡，仍治彭城，改陽平郡為南陽平郡。皇興元年（467年），又佔領下邳、東海、淮陽、濟陰四郡，改濟陰郡為南濟陰郡。二年（468年），佔領徐州全境，分彭城郡置建昌郡，割豫州梁、譙二郡屬徐州。至此，徐州領十三郡：彭城郡、建昌郡、下邳郡、東海郡、沛郡、蘭陵郡、琅邪郡、淮陽郡、南陽平郡、南濟陰郡、北濟陰郡、梁郡、譙郡。後分淮陽郡置宿豫郡，分陽平郡置臨潼郡。
孝文帝時，割宿豫郡置南徐州。太和十五年（491年），併建昌郡入彭城郡。太和十八年（494年），割梁、譙二郡屬南兗州。正光五年（524年），淮陽郡陷於南梁。孝昌元年（525年），割下邳、東海二郡置東徐州。孝昌三年（527年），分彭城郡置蕃郡；臨潼、陽平、南濟陰三郡陷於南梁，分別改屬潼州、西豫州、睢州，遂僑置南陽平郡（治沛南界，後寄治彭城）。永安二年（529年），割琅邪郡置北徐州。至此，徐州領六郡：彭城郡、南陽平郡、蕃郡、沛郡、蘭陵郡、北濟陰郡。
東魏初，省蘭陵郡。後割南兗州之碭郡屬徐州。武定五年（547年），復置蘭陵郡。北齊天保七年（556年），併蕃、碭二郡入彭城郡，改北濟陰郡為永昌郡。北周時，併南陽平、沛二郡入彭城郡。至此，徐州領三郡：彭城郡、蘭陵郡、永昌郡。

### 隋朝
隋朝開皇三年（583年）廢郡，徐州三郡領縣直屬於州，故永昌郡所領成武縣改屬曹州；廢睢州為符離縣，屬徐州。至此，徐州領八縣：彭城、沛、承高、龍城、豐、蕃、承、符離。
開皇六年（586年），併龍城縣入承高縣，改為龍城縣。開皇十六年（596年），改蕃縣為滕縣，分沛縣置留縣，分承縣置鄫城縣、蘭陵縣，割鄫城、承、蘭陵三縣置鄫州。開皇十八年（598年），改龍城縣為臨沛縣。大業二年（606年），廢鄫州為承縣，屬徐州；廢仁州，其所領蘄縣、穀陽縣（臨淮縣併入）改屬徐州；廢戴州，其所領方與縣改屬徐州。至此，徐州領十一縣：彭城、臨沛、豐、沛、留、滕、承、符離、蘄、穀陽、方與。
大業三年（607年），改徐州為彭城郡，臨沛縣為蕭縣，承縣為蘭陵縣。後廢沛、留二縣。
許天壽元年（618年），得隋之彭城郡。鄭开明元年（619年），佔領彭城郡，改為徐州，分符離縣置諸陽縣。至此，徐州領十縣：彭城、蕭、豐、滕、蘭陵、符離、諸陽、蘄、穀陽、方與。
| 隋代行政区划变遷 | 隋代行政区划变遷        | 隋代行政区划变遷 | 隋代行政区划变遷 | 隋代行政区划变遷 | 隋代行政区划变遷 | 隋代行政区划变遷 | 隋代行政区划变遷 | 隋代行政区划变遷 | 隋代行政区划变遷                                                 |
| 区划             | 開皇元年                | 開皇元年         | 開皇元年         | 開皇元年         | 開皇元年         | 開皇元年         | 開皇元年         | 区划             | 大業3年                                                          |
| ---------------- | ----------------------- | ---------------- | ---------------- | ---------------- | ---------------- | ---------------- | ---------------- | ---------------- | ---------------------------------------------------------------- |
| 州               | 徐州                    | 徐州             | 徐州             | 仁州             | 仁州             | 睢州             | 譙州             | 郡               | 彭城郡                                                           |
| 郡               | 彭城郡                  | 蘭陵郡           | 永昌郡           | 蘄城郡           | 穀陽郡           | 睢南郡           | 龙亢郡           | 县               | 彭城县 沛县 蕭县 蘭陵县 滕县 丰县 蘄县 穀陽县 符離县 留县 方与县 |
| 县               | 彭城县 沛县 承高县 呂县 | 承县 蕃县        | 丰县             | 蘄县             | 高昌县 臨淮县    | 符離县 竹邑县    | 龙亢县           | 县               | 彭城县 沛县 蕭县 蘭陵县 滕县 丰县 蘄县 穀陽县 符離县 留县 方与县 |

### 唐朝
唐朝武德四年（621年），佔領徐州，置總管府，分豐縣復置沛縣，分蘄縣置龍亢縣，割蘄縣屬北譙州，割龍亢、穀陽二縣屬仁州，割蘭陵縣屬鄫州，割方與縣屬金州。武德七年（624年），改總管府為都督府。貞觀元年（627年），併諸陽縣入符離縣。貞觀十七年（643年），罷徐州都督府，徐州直隸於河南道；廢北譙州，其所領蘄、穀陽二縣改屬徐州。顯慶元年（656年），併穀陽縣入蘄縣。至此，徐州領七縣：彭城、蕭、豐、沛、滕、符離、蘄。天寶元年（742年），改徐州為彭城郡。天寶十五載（756年）後，彭城郡（徐州）隸於河南節度使、武寧軍節度使等使。乾元元年（758年），復彭城郡為徐州。
燕顺天三年（761年），佔領徐州，改為彭城郡。
唐朝寶應元年（762年），復彭城郡為徐州，割泗州宿預縣（改為宿遷縣）屬徐州。元和四年（809年），割符離、蘄二縣置宿州，割泗州下邳縣屬徐州。元和十四年（819年），割兗州魚臺縣屬徐州。元和十五年（820年），魚臺縣還屬兗州。長慶元年（821年），廢宿州，其所領符離、蘄二縣改屬徐州。大和七年（833年），割符離、蘄二縣屬宿州。至此，徐州領七縣：彭城、蕭、豐、沛、滕、宿遷、下邳。
| 唐朝徐州辖县 | 唐朝徐州辖县 |
| ------------ | --- |
| 618年        | 彭城县、符离县、谷阳县、蕲县、萧县、丰县、方与县、滕县、兰陵县                                                       |
| 619年        | 彭城县、符离县、谷阳县、蕲县、萧县、丰县、方与县、滕县、兰陵县（新设诸阳县）                                         |
| 621年        | 彭城县、符离县、萧县、丰县、滕县、诸阳县（蕲县改属北谯州，谷阳县改属仁州，方与县改属金州，兰陵县改属鄫州，新设沛县） |
| 627年        | 彭城县、符离县、萧县、丰县、滕县、沛县（废除诸阳县）                                                                 |
| 643年        | 彭城县、符离县、萧县、丰县、滕县、沛县（蕲县、谷阳县来属）                                                           |
| 656年        | 彭城县、符离县、萧县、丰县、滕县、沛县、蕲县（废除谷阳县）                                                           |
| 762年        | 彭城县、符离县、萧县、丰县、滕县、沛县、蕲县（宿迁县来属）                                                           |
| 809年        | 彭城县、萧县、丰县、滕县、沛县、宿迁县（下邳县来属，符离县、蕲县改属宿州）                                           |
| 819年        | 彭城县、萧县、丰县、滕县、沛县、宿迁县、下邳县（鱼台县来属）                                                         |
| 820年        | 彭城县、萧县、丰县、滕县、沛县、宿迁县、下邳县（鱼台县改属兖州）                                                     |
| 821年        | 彭城县、萧县、丰县、滕县、沛县、宿迁县、下邳县（符离县、蕲县来属）                                                   |
| 833年        | 彭城县、萧县、丰县、滕县、沛县、宿迁县、下邳县（符离县、蕲县改属宿州）                                               |

### 宋金元
北宋開寶元年（968年），置京東路，徐州屬之。太平興國四年（979年），分彭城縣置利國監。太平興國七年（982年），割下邳、宿遷二縣置淮陽軍。熙寧七年（1074年），分京東路為兩路，徐州屬京東東路。元豐元年（1078年），徐州改屬京東西路。元豐六年（1083年），置寶豐監。元豐八年（1085年），廢寶豐監。至此，徐州領五縣一監：彭城、蕭、豐、沛、滕、利國監。
金朝天會七年（1129年），佔領徐州。天會八年（1130年），賜徐州予劉齊。後割滕、沛二縣置滕陽軍。天會十五年（1137年），廢齊，佔領徐州，隸山東西路。貞祐三年（1215年），徐州改隸南京路。元光二年（1223年），分彭城縣置永固縣。至此，徐州領四縣：彭城、蕭、豐、永固。開興二年（1233年），徐州降於大蒙古國，不久又降於南宋。
大蒙古國窩闊臺汗六年（1234年），佔領徐州。蒙哥汗二年（1252年），割豐縣屬濟州。至元二年（1265年），廢彭城、蕭、永固三縣入州。至元八年（1271年），徐州隸歸德府。至元十二年（1275年），分徐州復置蕭縣（故蕭、永固二縣轄境），為州之屬縣。至正八年（1348年），升徐州為徐州路。至正十三年（1353年），降徐州路為武安州，復屬歸德府。

### 明清
龍鳳十二年（丙午歲，1366年），朱元璋佔領武安州，復名徐州。吴元年（1367年），割濟寧路沛縣、豐縣、碭山縣屬徐州。
明朝洪武元年（1368年），降歸德府為開封府歸德州，徐州改屬開封府，割濟寧府魚臺縣屬徐州。洪武二年（1369年），魚臺縣還屬濟寧府。洪武四年（1371年），徐州改屬臨濠府。洪武十四年（1381年），升徐州為直隸州，直隸於京師。至此，徐州領四縣：蕭、沛、豐、碭山。
清朝順治二年（1645年），佔領徐州，屬江南省。康熙六年（1667年），分江南省置江蘇省，徐州屬之。雍正十一年（1733年），升徐州為徐州府。

## 長官
曹魏徐州刺史（220年－265年）
- 呂虔（文帝、明帝時）[21]
- 鄒岐（明帝時）[22]
- 王昶（正始中）[23]
- 石苞（？－252年）[24]
- 鍾毓（259年－261年）
- 胡威（？－265年）[23]

附：曹魏都督青徐诸军事
- 夏侯楙（230年見任）
- 桓範（236年見任）
- 胡質（245年－250年）
- 胡遵（250年－256年）
- 衛瓘（265年）

附：西晋都督青徐诸军事
- 卫瓘（265年－269年）
- 司马伷（269年－283年）
- 司马晃（283年－290年）
- 司马肜（290年－291年）
- 阮坦（291年－292年）
- 司马机（293年－295年）
- 石崇（296年－298年）
- 司马楙（301年－305年）
- 司马越（305年）
- 司马睿（305年－307年）
- 王隆（309年－310年）

晉朝徐州刺史（265年－420年）
- 胡威（265年－？）[25]
- 王渾（泰始中）[26]
- 胡奮（泰始中）[27]
- 羊悦（272年見任）
- 嵇喜（282年見任）[28]
- 刘咸（290年見任）
- 嵇紹（290年代初）[29]
- 高誕（297年－298年）[30]
- 羊陶（298年－299年）[31]
- 周馥（301年－303年）[32]
- 羊煒（304年見任）[33]
- 裴盾（？－311年）[34]
- 祖逖（311年－313年）[35]
- 蔡豹（313年－320年）
- 卞敦（321年－323年）[36]
- 王邃（323年－324年）[37]
- 劉遐（324年－326年）[38]
- 郗鑒（326年－339年）
- 蔡謨（339年－342年）[39]
- 何充（342年－343年）[40]
- 桓溫（343年－345年）[41]
- 褚裒（345年－349年）
- 荀羨（349年－358年）
- 郗曇（358年－361年）
- 范汪（361年－362年）
- 庾希（362年－367年）[42]
- 郗愔（367年－369年）[43]
- 桓溫（369年－373年）
- 刁彝（373年－374年）
- 王坦之（374年－375年）
- 桓沖（375年－377年）
- 王蘊（377年－379年）[44]
- 謝玄（379年－387年）[45]
- 司馬道子（387年－396年）[46]
- 劉該（396年－398年）[47]
- 謝琰（398年－400年）[45]
- 司馬元顯（400年－402年）[46]
- 桓玄（402年）
- 司馬叔璠（402年）[48]
- 桓脩（402年－404年）[49]
- 殷仲文（404年）[50]
- 劉裕（404年－415年）[51]
- 司馬德文（桓振推，404年）[52]
- 劉柳（415年）[32]
- 蕭源之（415年－416年）[53]
- 劉義符（416年）[54]
- 劉義隆（416年－418年）[55]
- 劉道鄰（418年－420年）[56]

附：晉朝北徐州刺史（411年－420年）
- 劉道鄰（411年－412年）[56]
- 劉懷慎（412年－416年）[57]
- 劉裕（416年－419年）
- 劉懷慎（419年－420年）[54]

附：劉宋北徐州刺史（420年－421年）
- 劉懷慎（420年－421年）

劉宋徐州刺史（421年－469年）
- 劉懷慎（421年－422年）
- 王仲德（422年－430年）[58]
- 劉義宣（430年－431年）
- 吉翰（431年－432年）
- 王仲德（432年－438年）
- 劉遵考（438年）
- 趙伯符（438年－441年）
- 臧質（441年－445年）
- 劉義季（445年－447年）
- 劉義賓（447年－448年）
- 劉駿（448年－451年）
- 蕭思話（451年－452年）[55]
- 王玄謨（453年－454年）
- 蕭思話（454年）
- 龐秀之（454年）
- 垣護之（454年－455年）
- 申坦（455年－457年）
- 沈曇慶（457年－458年）
- 劉道隆（458年－460年）
- 劉休若（460年－461年）
- 王玄謨（461年－464年）
- 劉彧（464年）[59]
- 劉昶（464年－465年）
- 薛安都（465年－466年）[60]
- 申令孫（466年）
- 劉思考（466年）
- 張永（466年）
- 崔道固（466年－467年）
- 王玄載（467年－469年）[61]

北魏徐州刺史（466年－534年）
- 薛安都（466年－468年）[62]
- 尉元（468年－476年）[63]
- 李訢（476年－477年）
- 元嘉（477年－480年）[64]
- 薛虎子（480年－491年）[65]
- 元澄（孝文帝時）[66]
- 元衍（494年見任）[67]
- 元鬱[68]
- 元愉（497年－499年）[69]
- 元昞（宣武帝初）[70]
- 元鑒（宣武帝初）[71]
- 元嵩（宣武帝時）[66]
- 盧昶（511年見任）[72]
- 李彥（513年見任）[73]
- 蕭寶夤（？－521年）[74]
- 元顥（？－523年）
- 元法僧（？－525年）[75]
- 元鑒（525年）[76]
- 元延明（525年－528年）[77]
- 楊昱（528年－529年）[78]
- 斛斯椿（529年）[79]
- 元孚[80]
- 嚴思達（？－530年）
- 尒朱仲遠（530年－531年）[81][82]
- 杜德（532年見任）
- 元祜（532年見任）
- 賈顯度[79]
- 高乾（533年）[83]
- 元鷙（533年－534年）

東魏徐州刺史（534年－550年）
- 元鷙（534年－535年）[84]
- 任祥（535年－？）[85]
- 元軌[86]
- 陸彰（元象中）[87]
- 慕容紹宗（？－547年）[88]
- 高歸彥（？－550年）[89]

北齊徐州刺史（550年－577年）
- 高歸彥（550年－？）
- 張晏之（天保中）[90]
- 趙彥深[91]
- 高亮[90]
- 王春[92]
- 元豫
- 陽斐（？－560年）[93]
- 徐显秀[94]
- 元景安（565年－568年）[95]
- 段淵（武平末）[96]

隋朝徐州刺史（581年－607年）
- 孫萬安
- 柳續
- 元乾
- 董玉
- 王雙
- 程超
- 梁洋[97]

唐朝徐州刺史（621年－742年）
- 任瓌（徐州總管兼任，623年）
- 田留安（徐州都督兼任，貞觀中）
- 李貞（徐州都督兼任，633年－636年）
- 李元禮（徐州都督兼任，636年－643年）
- 李元軌（643年－649年）
- 李元慶（655年－656年）
- 李慎（約656年－658年）
- 程超
- 高宝
- 崔敏慤
- 王元揩（唐高宗时）
- 李元曉（678年）
- 李沖寂（唐高宗时）
- 李子旦（681年見任）
- 李續（？－689年）
- 李璩（武周时）
- 郭紹宗（武周时）
- 張道一（武周时）
- 元延壽（696年－697年）
- 司馬鍠（704年－？）
- 杜嗣先（705年－？）
- 盧齊卿（景龙中）
- 張合慜（707年－？）
- 姚崇（景雲中）
- 韋岳子（先天中）
- 蘇詵（719年之前）
- 王罃（开元前期）
- 賈曾（722年－723年）
- 崔玄同（724年）
- 李暢（725年）
- 董婁（730年）
- 源復（开元后期）
- 张九皋（733年）
- 李少康（开元末年－742年）

唐朝徐州刺史（758年－907年）
- 尚衡（759年）
- 武勝（唐肃宗时）
- 論惟貞（唐肃宗时）
- 田神功（761年－762年）
- 鄭昈（762年）
- 劉如伶（762年－763年）
- 蕭直（763年）
- 曹昇（765年）
- 賈深（大历初年）
- 陸易（大历初年）
- 薛愉（大历年间）
- 张抱麟（大历年间）
- 梁乘（773年－774年）
- 独孤华（贞元初年）
- 白季庚（贞元初年）
- 李洧（780年－782年）
- 武寧軍節度使等使兼任（782年－907年）[98]

五代－宋初徐州刺史（907年－973年）
- 武寧軍節度使兼任（907年－973年）

宋朝知徐州軍州事（973年－1129年）
- 侯贇（開寶中）[99]
- 梁鼎（996年－？）[100]
- 陳興（1006年－1008年）[101]
- 吳元扆（1008年－1011年）[102]
- 戚綸（？－1015年）[103]
- 王貽永（真宗時）[104]
- 薛顏（真宗時）[105]
- 馬元方（真宗時）[106]
- 閻日新（真宗時）[107]
- 徐起[106]
- 趙及[100]
- 張宗誨[108]
- 孔道輔（仁宗時）[109]
- 李迪（仁宗時）[110]
- 孫沔（仁宗時）[111]
- 王洙（仁宗時）[112]
- 劉湜（仁宗時）[100]
- 呂溱（仁宗時）[113]
- 呂公綽（仁宗時）[114]
- 許懷德
- 張奎[115]
- 任顓[116]
- 趙槩（1068年）[117]
- 蘇軾（1077年－1079年）[118]
- 韓贄（神宗時）[119]
- 傅堯俞（神宗時）[120]
- 孫覺（神宗時）
- 馬默（神宗時）[121]
- 傳經（神宗時）[104]
- 曾肇（哲宗時）[122]
- 彭汝礪（哲宗時）[123]
- 杜純（哲宗時）[116]
- 杜常（哲宗時）[116]
- 賈易（哲宗時）[124]
- 楊汲（哲宗時）[124]
- 鄭僅[125]
- 徐處仁（徽宗時）[126]
- 王復（？－1129年）[127]

金朝武寧軍節度使兼徐州管內觀察使（1137年－1233年）
- 高彪[128]
- 完顏海里[129]
- 酈瓊（？－1148年）[130]
- 蕭仲宣[131]
- 烏延蒲离黑[132]
- 大興國[133]
- 完顏磐（大定中）[134]
- 斡勒忠（1197年－？）[135]
- 烏古論禮（章宗時）[136]
- 兀顏訛出虎[137]
- 移剌塔不也（1214年）[138]
- 斡勒合打（宣宗時）[139]
- 完顏定奴（宣宗時）[140]
- 紇石烈牙吾塔（1216年－1218年）[141]
- 完顏賽不（1218年－1220年）[142]
- 徒单兀典（正大年间）
- 完顏承立（1231年－1232年）
- 徒单益都（1232年）[143]

明朝徐州知州（1366年－1645年）
- 文景宗（1368年出任）
- 高玉琳（1374年出任）
- 張景（1377年出任）
- 徐恆（1382年出任）
- 田瀆（1388年出任）
- 楊節仲（1388年出任）
- 楊秘（1429年出任）
- 楊維堅（1437年出任）
- 章贊（1441年出任）
- 知賢
- 蘇璟（1445年出任）
- 任泰（1448年出任）
- 羅正（1451年出任）
- 宋誠（1453年出任）
- 王敘（1461年出任）
- 陳廷璉（1470年出任）
- 張琳（1474年出任）
- 和鸞（1475年出任）
- 朱鼎（1484年出任）
- 劉憲（1486年出任）
- 何宗理（1494年出任）
- 王寅（1500年出任）
- 上官崇（1507年出任）
- 栗銘（1510年出任）
- 張行甫（1512年出任）
- 武雷（1514年出任）
- 張淮（1516年出任）
- 樊準（1518年出任）
- 盧永昚（1522年出任）
- 郭天錫（1523年出任）
- 李邦（1527年出任）
- 孫光（1530年出任）
- 魏頌（1534年出任）
- 陳時呈（1535年出任）
- 陳克昌（1540年出任）
- 熊林（1541年出任）
- 王重賢（1542年出任）
- 陳淑美（1544年出任）
- 何莘（1547年出任）
- 李桐（1551年出任）
- 胡麟（1553年出任）
- 王霄（1556年出任）
- 鄭維邦（1560年出任）
- 鄒臣（1564年出任）
- 王鈗（1568年出任）
- 章世禎（1570年出任）
- 劉順之（1570年出任）
- 孫養魁（1576年出任）
- 劉貞寬（1585年出任）
- 唐民敏（1586年出任）
- 張士美（1589年出任）
- 許知新（1590年出任）
- 徐鄰（1592年出任）
- 劉萃（1594年出任）
- 曾士毅（1596年出任）
- 張執（1599年出任）
- 關香（1605年出任）
- 夏崇謙（1605年出任）
- 劉民愛（1609年出任）
- 張崇烈（1610年出任）
- 張正綱（1612年出任）
- 程宇鹿（1615年出任）
- 傅維翼（1617年出任）
- 高捷（1617年出任）
- 汪心淵（1619年出任）
- 張國用（1624年出任）
- 辛聯魁（1625年出任）
- 霍震㝢（1627年出任）
- 米良翰（1628年出任）
- 韓雲（1628年出任）
- 孫振基（1631年出任）
- 楊錫璜（1632年出任）
- 楊思乾（1634年出任）
- 李宗奇（1635年出任）
- 劉中衍（1636年出任）
- 申孺能（1637年出任）
- 朱統𨪟（1638年出任）
- 紀天祐
- 何復（1643年出任）
- 朱蘊𨫼（1644年出任）

清朝徐州知州（1645年－1733年）
- 王自成（1645年出任）
- 馬叡（1645年出任）
- 趙文星
- 佟遵道
- 余志明（1653年出任）
- 潘天植（1656年出任）
- 王所善（1658年出任）
- 和羹（1662年出任）
- 張嗣賢（1664年出任）
- 高鴻飛（1666年出任）
- 陳鏈斗（1668年出任）
- 江鴈鄉
- 孫枝蕃（1673年出任）
- 王紀（1678年出任）
- 趙維城（1680年出任）
- 臧興祖（1682年出任）
- 遲熇（1686年出任）
- 王永清（1688年出任）
- 李經邦（1690年出任）
- 孔毓珣（1693年出任）
- 佟國弼（1700年出任）
- 卞之鈞（1708年出任）
- 姜焯（1712年出任）
- 巴爾圖（1724年出任）
- 孫詔（1724年出任）
- 吳天成（1726年出任）
- 張昕（1727年出任）
- 曹暟（1727年出任）
- 甯承謨（1727年出任）
- 張文英（1728年出任）
- 黃鍾瑞（1728年出任）
- 白潔（1728年出任）
- 門鈺（1731年出任）
- 石杰（1731年出任）[144]